# Coprolithe de la Lloyds Bank
Le coprolithe de la Lloyds Bank est un excrément fossilisé (coprolithe) d'origine humaine, découvert à York en Angleterre et daté de la période du royaume viking d'York (IXe siècle).

## Présentation
Ce coprolithe a été découvert en 1972, lors de travaux réalisés en vue de la création d'une agence bancaire de la Lloyds TSB à York (nord de l'Angleterre, Royaume-Uni). En 2003, le coprolithe est tombé à l'occasion d'une visite d'un groupe scolaire et s'est brisé en trois, nécessitant une opération de restauration.
Le fossile est exposé au Jorvik Viking Centre, à York.

## Description
Le coprolithe pourrait être le plus grand exemple de fèces humaines fossilisées jamais trouvé, mesurant 20 centimètres de long sur 5 de large. L'analyse des selles a indiqué que son auteur se nourrissait essentiellement de viande et de pain, tandis que la présence de plusieurs centaines d’œufs de parasites suggère qu'il était infesté de vers intestinaux. En 1991, le Dr Andrew Jones, employé du York Archaeological Trust (en) (YAT) et paléoscatologue, a fait la une de l'actualité internationale avec son évaluation de l'objet à des fins d'assurance : « C'est l'excrément le plus excitant que j'ai jamais vu... À sa manière, il est aussi irremplaçable que les joyaux de la Couronne ». Les couches qui recouvraient le coprolithe étaient humides et tourbeuses.